# Antoine Desgodetz
Antoine Babuty Desgodetz, häufig auch Antoine Desgodets, (* 1653 in Paris; † 20. Mai 1728) war ein französischer Architekt.

## Leben
Antoine Desgodetz begann schon mit 16 Jahren für das Département des Bâtiments du Roi zu arbeiten. Ab 1672 wurde er bei der Conférence des Architectes du Roy ausgebildet und gehörte damit zu den ersten Schülern der 1671 von Jean-Baptiste Colbert gegründeten Académie royale d’architecture. Ende 1674 wurde er mit Stipendiaten der Académie Royale nach Rom geschickt, um antike Gebäude aufzumessen, auf der Reise aber von Piraten nach Algier verschleppt und nach einiger Zeit von König Ludwig XIV. ausgelöst. Von Anfang 1676 bis Sommer 1677 hielt er sich in Rom auf und fertigte seine Bauaufnahmen an. Die Publikation erfolgte 1682 unter dem Titel Les Edifices antiques de Rome, dessinés et mesurés tres exactement par Antoine Desgodetz.
Desgodetz blieb in der Bauverwaltung und wurde 1680 Contrôleur des monuments de Chambord, 1694 de Paris. Zeitweise führte er auch den Titel eines Architecte du Roi. Die Position des Contrôleur in Paris und auch den Titel verlor er 1699 aus unbekannten Gründen, wie er auch bei den Beförderungen in der Akademie mehrmals übergangen wurde. Erst 1719 wurde er Architekturprofessor an der Akademie. Zwei weitere Traktate blieben unpubliziert: Eine Lehre der Säulenordnungen gibt in wesentlichen Teilen die Ergebnisse der Diskussionen in der Akademie wieder. Die Zusammenstellung seiner Vorlesungen an der Akademie behandelt zusätzlich als erstes Traktat auch ausführlich die verschiedenen Gebäudetypen. Letzteres Manuskript wurde in Teilen von Jacques-François Blondel in seiner Architecture française übernommen. Es sind keine von Desgodetz ausgeführten Bauwerke erhalten.

## Les Edifices antiques de Rome

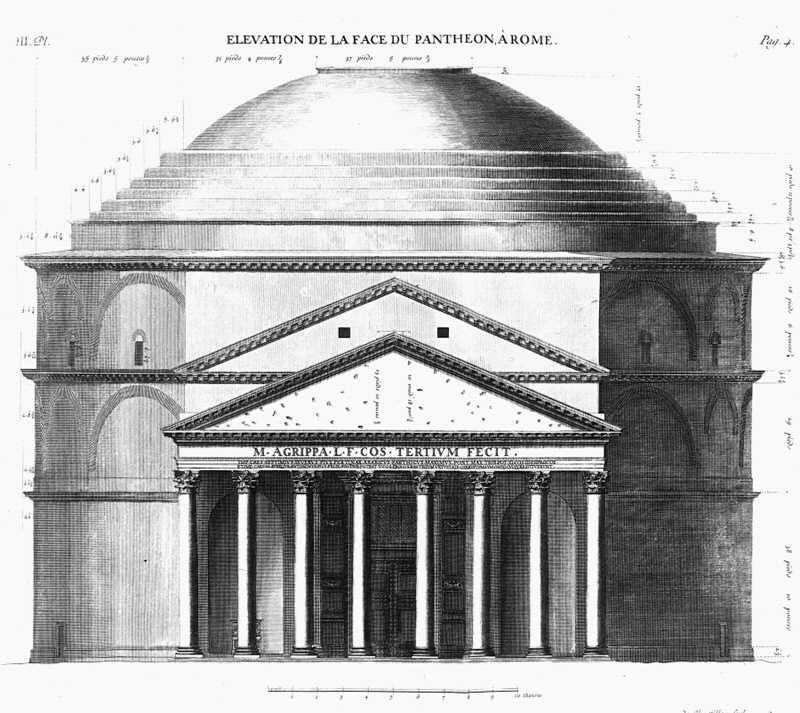
Ansicht des Pantheon

Während seines Aufenthalts in Rom fertigte Desgodetz eigenhändig Aufnahmen von 48 Gebäuden an. Nach eigenen Angaben ließ er verschüttete Bauteile ausgraben und Gerüste und andere Maschinen bauen, um hochgelegene Bauteile aus der Nähe messen und zeichnen zu können. Die Maße habe er mehrfach kontrolliert.
In die Publikation nahm er 25 Gebäude auf, die bis auf den sog. Vestatempel in Tivoli (V) und das Amphitheater in Verona (XXII) alle in Rom stehen. Zu zahlreichen Tempeln kommen mehrere Triumphbögen, Theater und Bäder:
- I das Pantheon,
- II der sog. Bacchustepel (Santa Costanza),
- III der sog. Faunstempel (Santo Stefano Rotondo),
- IV der sog. Vestatempel auf dem Forum Boarium (Tempel des Hercules Victor),
- VI der sog. Tempel der Fortuna Virilis (Tempel des Portunus),
- VII die Maxentiusbasilika (bezeichnet als Templum Pacis),
- VIII der Tempel des Antoninus Pius und der Faustina auf dem Forum Romanum,
- IX der Tempel des Saturn auf dem Forum Romanum (bezeichnet als Tempel der Concordia),
- X der sog. Tempel des Jupiter Stator (Aedes Castoris)
- XI der sog. Tempel des Jupiter Tonans (Tempel des Vespasian und des Titus),
- XII die Reste der Portikus des Augustusforums (bezeichnet als Mars-Ultor-Tempel),
- XIII der sog. Frontispiece des Nero (Sonnentempel des Aurelian),
- XIV die sog. Basilika des Antoninus Pius (Hadrianstempel),
- XV die Reste des Nervaforums,
- XVI die sog. Portikus des Septimius Severus (Porticus Octaviae),
- XVII der Titusbogen,
- XVIII der Septimius-Severus-Bogen,
- XIX der Argentarierbogen,
- XX der Konstantinsbogen,
- XXI das Kolosseum,
- XXIII das Marcellustheater,
- XXIV die Diokletiansthermen,
- XXV die sog. Bäder des Aemilius Paulus bei Santa Maria in Campo Carleo.

Den Kern des Buches bilden die zahlreichen Tafeln, denen jeweils ein bis zwei Textseiten vorangestellt werden, die das Dargestellte erläutern und die Details ergänzen, die sich der Darstellung im Stich entziehen, wie Farben und Materialien. Abschließend werden jeweils ausführlich die Fehler in den Abbildungen und Maßen bei älteren Autoren, insbesondere bei Palladio und Serlio aufgelistet.
Neben Grundrissen und Ansichten werden besonders die Säulenordnungen ausführlich behandelt. Viele Kapitelle werden in der Frontalansicht, der Diagonalansicht, der Untersicht und einem Schnitt dargestellt. Alle Pläne sind detailliert vermaßt, die Pläne in Pariser Fuß, die Säulenordnungen in einem aus dem unteren Säulendurchmesser abgeleiteten Modul. In allen einschlägigen Tafeln ist der Modul gleich groß dargestellt, so dass sich die Proportionen der Bauteile verschiedener Ordnungen unmittelbar vergleichen lassen. Laut dem Vorwort war es das Ziel der Arbeit, in das "Mysterium der Proportionen" einzudringen. 
Desgodetz erhebt den Anspruch, die Gebäude in ihrem damaligen Zustand wiederzugeben, und sie nicht zu rekonstruieren, oder gar, wie er damit älteren Autoren unterstellt, neu zu entwerfen. Dies trifft jedoch bestenfalls auf die damals schon ruinösen Gebäude zu. Bei den zu Kirchen umgewandelten Bauten werden die offensichtlich späteren An-, Um- und Einbauten, wie Altäre, Sakristeien oder auch die Glockentürme von Gian Lorenzo Bernini auf dem Pantheon, stillschweigend weggelassen.
Das Werk von Desgodetz war eines der ersten monumentalen Architekturstichwerke und nach den Quattro libri des Andrea Palladio sicher das einflussreichste. Es wurde mehrmals nachgedruckt (1695, 1729, 1779). Die Gründlichkeit und Präzision seiner Aufnahmen blieb bis weit in das 19. Jahrhundert vorbildlich.
Unter den Zeitgenossen, auch und gerade in der Akademie, fand das Buch zunächst nur wenig Beachtung, wohl weil aus ihm ersichtlich wurde, dass nicht nur die Proportionsverhältnisse antiker Bauten, auf denen die Thesen anderer Autoren aufbauten, auf falschen Maßannahmen beruhten, sondern auch, dass die meisten antiken Bauten nicht den bei Vitruv angegebenen Regeln folgten.
Seine größte Wirkung entfaltete das Werk erst nach dem Ende des Rokoko mit der Durchsetzung der klassizistischen Architektur im späten 18. und frühen 19. Jahrhundert, als neben dem Nachdruck auch mehrere Übersetzungen erschienen, z. B. eine englische von George Marshall (The Ancient Buildings of Rome, 2 Bände. London 1771 und 1785) und eine italienische von Carlo Fea (Gli Edifizj antichi di Roma, Rom 1822). Außerdem erschienen zwei Ergänzungsbände, die Fragmens et ornemens d’architecture von Charles Moreau (möglicherweise identisch mit Charles de Moreau) (Paris 1800) und die Aggiunte e correzioni all’opere sugli edifizi antichi di Roma von Giuseppe Valadier und Luigi Canina (Rom 1843).
Für einige Gebäude gehören die Aufmaße von Desgodetz auch heute noch zu den besten publizierten Plänen. Auch für die heutige archäologische Forschung bietet das Werk wichtige Informationen, da es Teile von Gebäuden wiedergibt, die heute verloren sind, wie z. B. die 1747 in barocken Formen ersetzte Gestaltung des oberen Teils der Wände des Pantheons.

## Schriften
- Les Edifices antiques de Rome, dessinés et mesurés tres exactement par Antoine Desgodetz, Architecte. Coignard, Paris 1682 (Digitalisat der University of Wisconsin; Digitalisat der Universitätsbibliothek Heidelberg; Digitalisat des Institut national d’histoire de l’art).
  - Auflage 1771 (Digitalisat der University of Wisconsin).
- Cours. Vorlesungen an der Académie royale d’architecture 1721–1728, in mehreren Manuskripten erhalten[3].
  - Traité des Ordres d'Architecture
  - Traité de la commodité de l'architecture concernant la distribution et la proportion des édiffices
  - Traité du toisé des batimens aux us et coutumes de Paris
  - Traité du servitudes
- Les loix des batimens suivant la coustume de Paris, posthum herausgegeben von M. Goupy, 1. Auflage 1748, 2. Auflage Genf 1752.